# Аулесті
Аулесті, Аулестія (баск. Aulesti (офіційна назва), ісп. Aulestia) — муніципалітет в Іспанії, у складі автономної спільноти Країна Басків, у провінції Біская. Населення — 683 особи (2009).
Муніципалітет розташований на відстані близько 330 км на північ від Мадрида, 30 км на схід від Більбао.
На території муніципалітету розташовані такі населені пункти: (дані про населення за 2009 рік)
- Аулесті: 385 осіб
- Ібаррола: 96 осіб
- Нареа: 53 особи
- Сан-Антон: 22 особи
- Суберо: 31 особа
- Гоєррі: 26 осіб
- Малац: 37 осіб
- Урріола: 33 особи

## Демографія
Динаміка населення (INE ):

## Галерея зображень

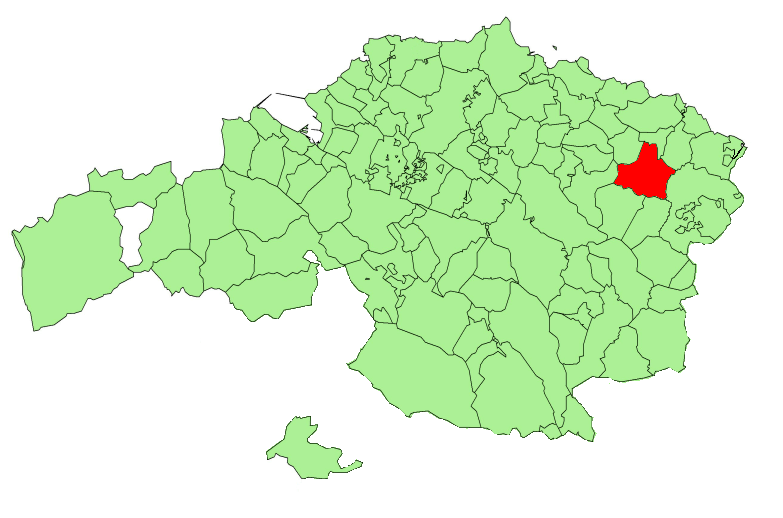
Розташування муніципалітету